# Victor Vicas
Victor Vicas, (Moscou, 25 de março de 1918 — Paris, 9 de dezembro de 1985) foi um diretor, roteirista e produtor de filmes, de ascendência francesa e húngara. A partir de 1946, até sua morte, ele escreveu os roteiros e dirigiu numerosos filmes entre eles Weg ohne Umkehr em 1953 e Alchimie der Liebe em 1957. Seu filme The Wayward Bus participou do sétimo Festival de Cinema Internacional de Berlim.